# 알프그륌역
알프그륌역(Alp Grüm)은 스위스 그라우뷘덴주의 포스키아보 시정촌에 있는 기차역이다. 그것은 래티셰 철도의 베르니나선에 베르니나 고개의 남쪽에 위치하고 있다. 그것은 여름을 제외하고 철도에서만 접근할 수 있는 알프 그륌의 작은 마을을 제공한다. 역에서 바로 남쪽으로 향하는 180° 곡선 덕분에 팔뤼 빙하, 팔뤼 호수, 발포스키아보의 풍경까지 멀리까지 볼 수 있다.
역에는 3개의 관통 트랙과 사이딩이 있다. 두 개의 통과 트랙은 두 개의 플랫폼과 역 건물에 의해 제공된다.
알프 그륌에서 베르니나 철도는 좁은 곡선과 나선형 터널을 따라 최대 7%의 기울기로 스위스의 이탈리아어를 사용하는 지역인 푸스클라브까지 이어진다. 알프 그륌에서 분명히 보이는 다음 역인 카발리아는 400m 아래에 있으며 직선으로 1.5km 떨어져 있지만, 철도로 6km 떨어져 있다.
역이 위치한 오스피치오 베르니나와 포스키아보 사이의 구간은 베르니나 철도 회사에 의해 1910년 6월 5일에 개통되었다. 라인을 건설하는 동안 알프 그륌은 교차 루프로 만들어졌다. 현재의 역 건물은 뷔페와 호텔과 함께 1923년에 문을 열었다.

## 운행편
다음 서비스는 알프 그륌에서 정차한다.
- 베르니나 익스프레스 : 쿠어 또는 생모리츠와 티라노 사이를 하루에 여러 번 왕복
- 레기오 : 생모리츠와 티라노 사이를 매시간 운행

## 갤러리

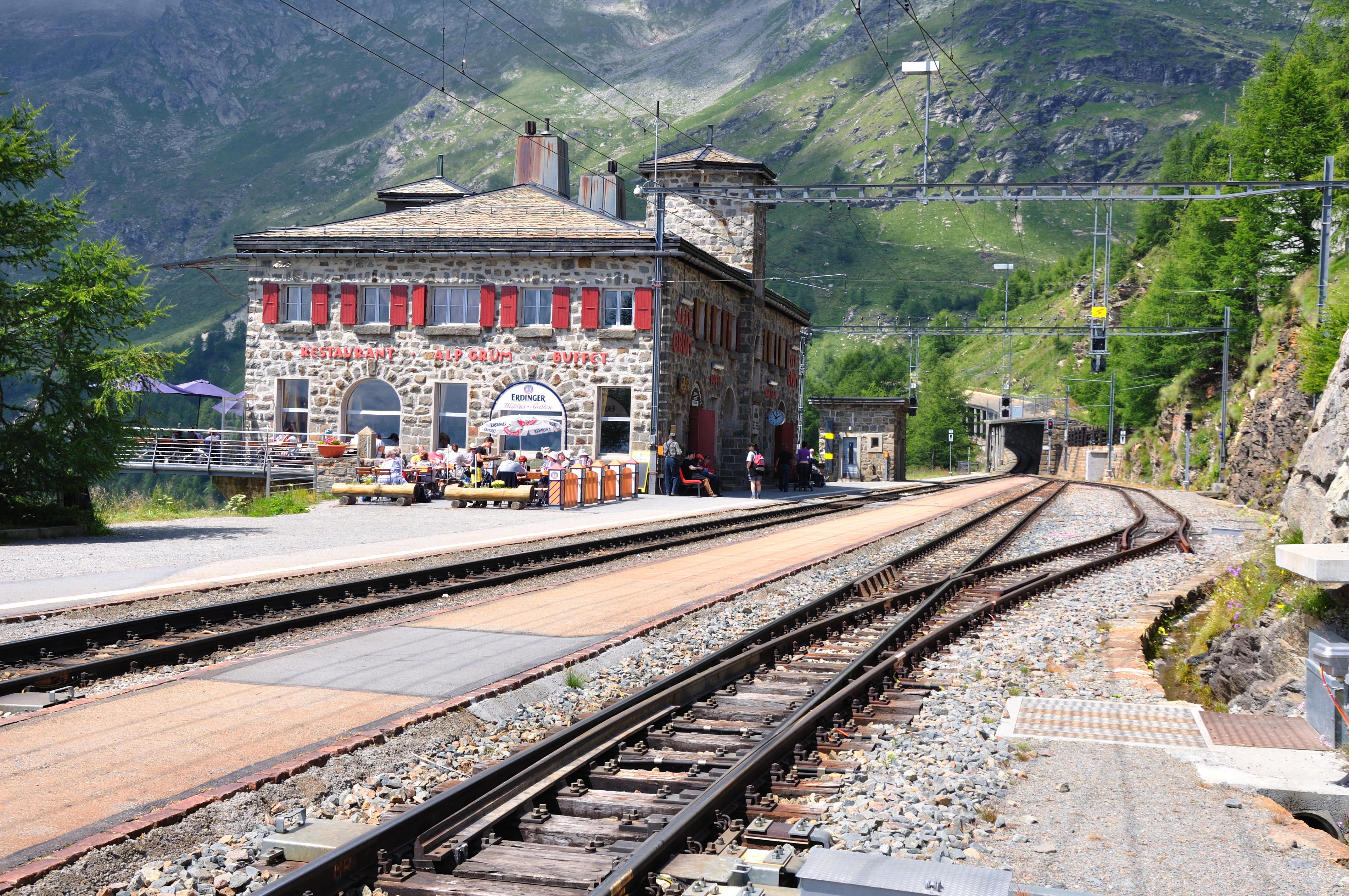
2011년 역사
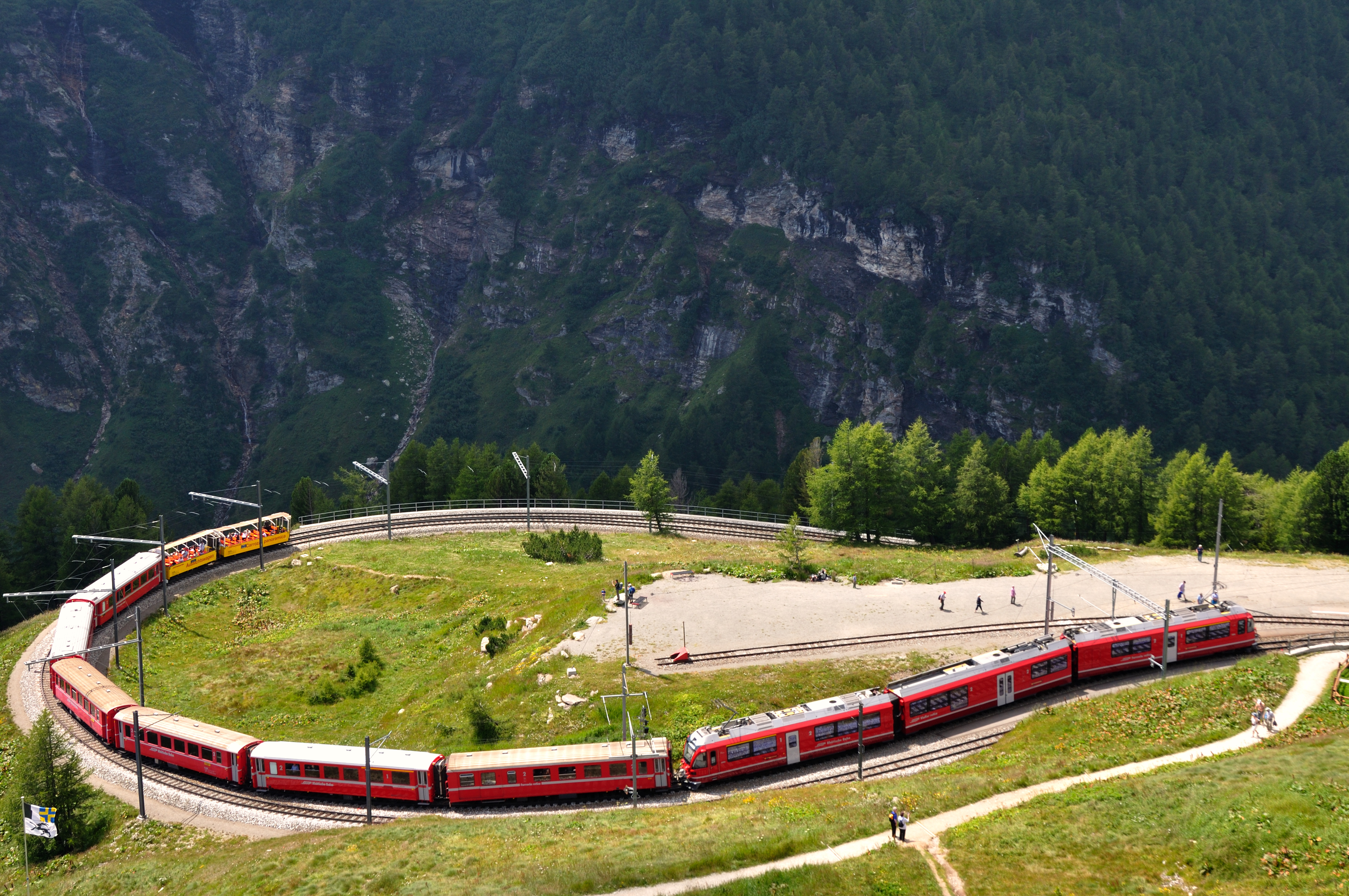
ABe 8/12호 열차가 티라노에서 역에 진입
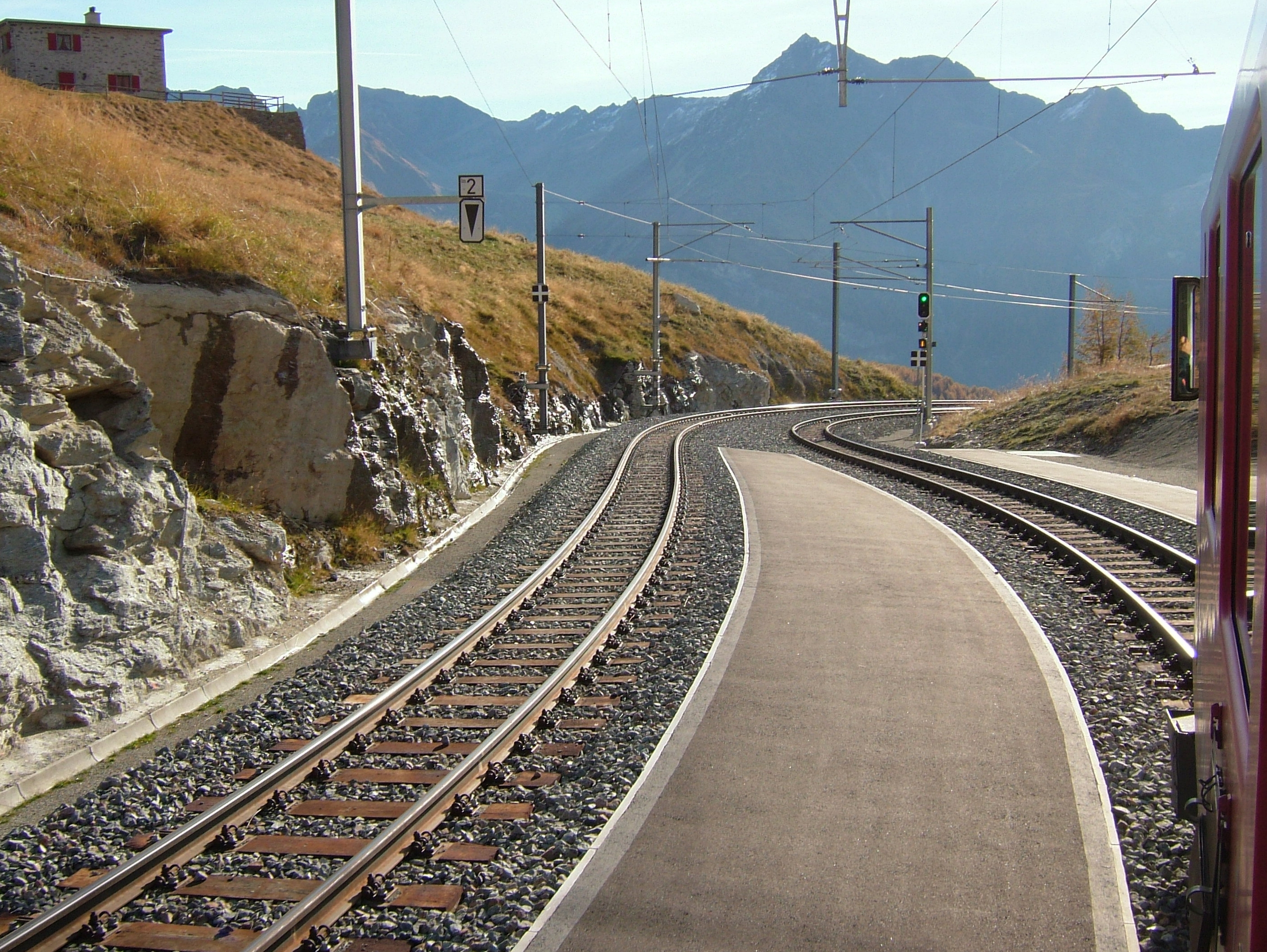
알프 그륌역 플랫폼
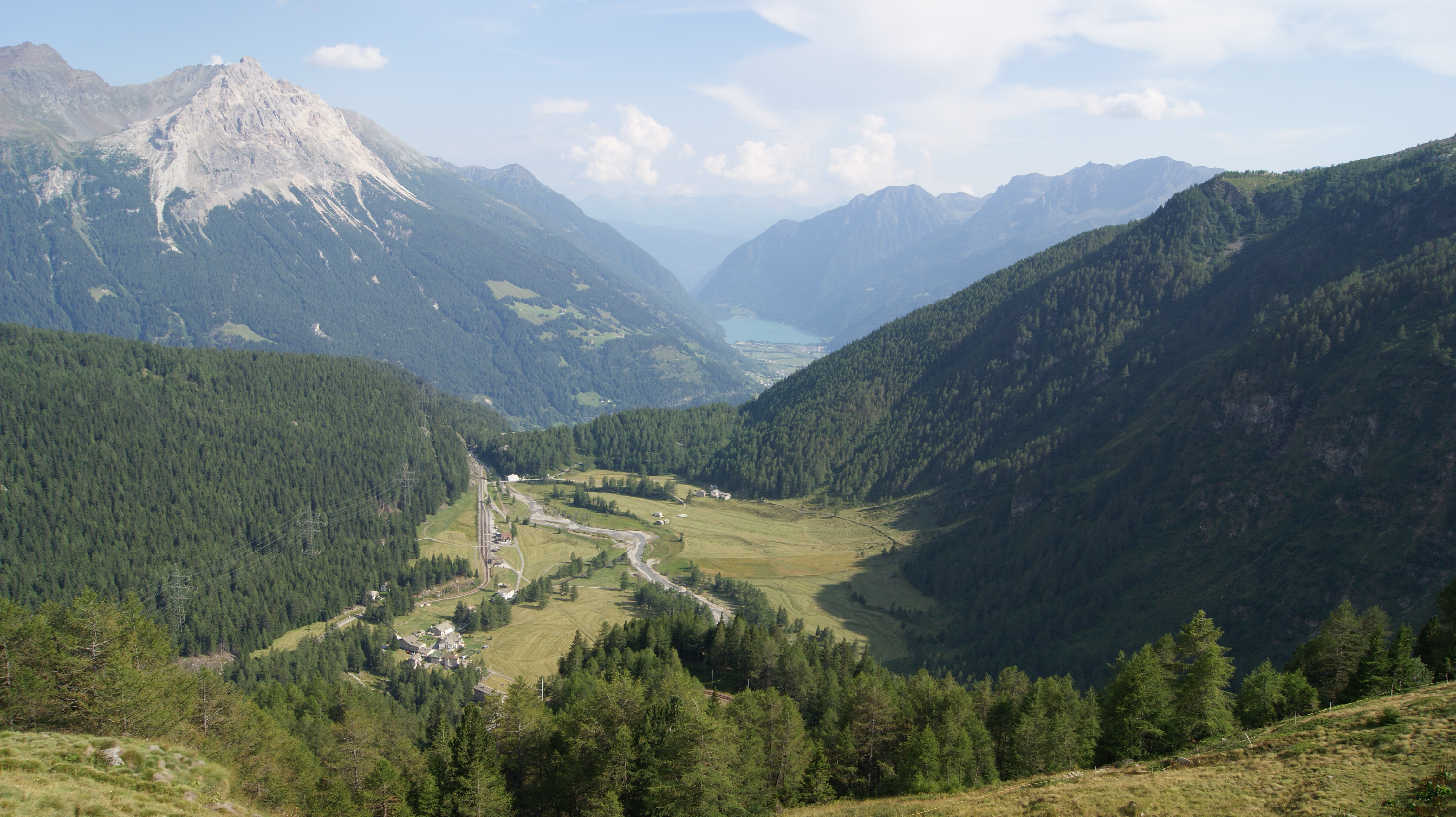
카발리아역이 보이는 푸슐라프역에서 바라볼 수 있다.